# Polskie Towarzystwo Relatywistyczne
Polskie Towarzystwo Relatywistyczne (POTOR) – stowarzyszenie naukowe, założone w 2011 roku, z siedzibą w Warszawie. Komitet założycielski:  dr Ryszard Kostecki, prof. dr hab. Jerzy Lewandowski,  prof. dr hab. Jacek Tafel. Zrzesza fizyków zawodowych, specjalizujących się w fizyce relatywistycznej.
Celami Polskiego Towarzystwa Relatywistycznego są: konsolidacja polskich relatywistów w prężnie działające środowisko, propagowanie na świecie informacji o osiągnięciach polskiej relatywistyki, sprowadzanie do Polski wiedzy o dokonaniach innych środowisk w dziedzinie teorii względności, zapewnianie polskim studentom, doktorantom i młodym uczonym jak najlepszych warunków ułatwiających rozpoczęcie własnej pracy badawczej na najwyższym poziomie w dziedzinach relatywistycznej fizyki i matematyki czasoprzestrzeni.
Polskie Towarzystwo Relatywistyczne liczy 80 członków.

## Historia
POTOR zostało powołane na zjeździe założycielskim w Warszawie 14 maja 2011 roku. Pierwszym prezesem został Jerzy Lewandowski, który był także jednym z inicjatorów powstania POTORu.